# Patrice Lumumba
Patrice Lumumba (Katako-Kombe, 2 de juliol de 1925 - Lubumbashi, 17 de gener de 1961) va ser un líder anticolonialista i nacionalista congolès, el primer en ocupar el càrrec de primer ministre de la República Democràtica del Congo entre juny i setembre de 1960, després de la independència d'aquest estat de l'ocupació colonial belga. Derrocat del seu càrrec de primer ministre el 1960, va ser assassinat el 1961 i nomenat heroi nacional el 1966.

## Biografia
Patrice Lumumba va estudiar a un escola catòlica de missioners i més endavant en una escola protestant sueca on va ser un estudiant destacat. Va treballar com a empleat d'oficina en una societat minera de la província de Kivu del Sud fins a 1945, i després com a periodista a Léopoldville (avui Kinshasa) i Stanleyville (avui Kisangani), període durant el qual va escriure en diversos diaris.
El setembre de 1954 va rebre la carta «de matriculat d'honor», un títol rarament concedit per l'administració belga a alguns negres (amb prou feines 200 dels 13 milions d'habitants de l'època).
El 1955 va crear l'associació Associació del Personal Indígena de la Colònia (APIC) i va tenir l'ocasió d'entrevistar-se amb el rei Balduí de Bèlgica, qui estava de viatge pel Congo. Més endavant, Lumumba es va afiliar al Partit Liberal i, amb altres congolesos, va viatjar a Bèlgica per invitació del primer ministre.
El 1957, va ser empresonat durant un any acusat de malversació de fons del servei de correus. Alliberat anticipadament, va reprendre les activitats polítiques i es va convertir en director de vendes d'una cerveseria.
En 1958, en ocasió de l'Exposició Universal, alguns congolesos van ser convidats a Bèlgica. Indignats per la imatge degradant del seu poble que s'hi mostrava, Lumumba i els seus companys polítics van augmentar els contactes amb els cercles anticolonialistes. Després del seu retorn al Congo, va crear el Moviment Nacional Congolès (MNC) a Léopoldville el 5 d'octubre de 1958, i va participar en la Conferència Panafricana d'Acra, que va representar un punt d'inflexió política cabdal per a ell. Es va reunir, entre d'altres, amb l'algerià Frantz Fanon, el ghanès Kwame Nkrumah i el camerunès Felix-Roland Moumié, que destacaven per la denúncia dels efectes nocius del regionalisme, l'etnicisme i el tribalisme que, al seu parer, soscavaven la unitat nacional i facilitaven la penetració del neocolonialisme. Al final de la conferència Lumumba va ser nomenat membre permanent del comitè de coordinació i va reivindicar la independència davant de més de 10.000 persones. Va definir l'objectiu de l'MNC com «la liquidació del domini colonialista i l'explotació de l'home per l'home».
El 1959, la repressió política va caure sobre els moviments nacionalistes. Al gener, la prohibició d'un míting de l'ABAKO, una associació independentista, i la seva repressió van produir 42 morts segons les autoritats colonials, però uns quants centenars segons algunes estimacions. Es va dissoldre l'ABAKO i el seu líder, Joseph Kasa-Vubu, va ser deportat a Bèlgica. L'octubre del 1959 l'MNC i altres partits independentistes van organitzar una reunió a Stanleyville. Tot i comptar amb un fort suport popular, les autoritats belgues van intentar aturar Lumumba, ocasionat un motí que va provocar 30 morts. Lumumba va ser arrestat alguns dies més tard, jutjat el gener de 1960 i condemnat a sis mesos de presó el 21 de gener.

### Independència del Congo
Alhora, les autoritats belgues van organitzar reunions amb el moviment independentista en les quals va poder participar Lumumba, que va ser alliberat de facto el 26 de gener. De manera inesperada, Bèlgica va concedir la independència del Congo, feta efectiva el 30 de juny de 1960, dia en què Lumumba va efectuar una proclama en què condemnava les atrocitats comeses per l'administració colonial belga. Això no obstant, la concessió de la independència estava condicionada a que la jove república heretés el deute extern de Bèlgica, de manera que el país naixia endeutat i havent de tornar un préstec que mai no havia rebut, fet que el va enfonsar des del seu inici en una crisi econòmica.
L'MNC i els seus aliats van guanyar les eleccions organitzades al maig i, el 23 de juny de 1960 Patrice Lumumba es va convertir en el primer ministre del República Democràtica del Congo. Com que bona part de l'administració i dels quadres de l'exèrcit continuaven essent belgues, Lumumba va decretar l'«africanització de l'exèrcit».
En 1960, dos anys després de Ghana, el Congo va acollir una conferència panafricana. Davant la secessió del Katanga (una vasta província del sud del país, dirigida per Moïse Tschombe) amb el suport de l'Estat belga, que estava interessat en els seus rics jaciments miners, Lumumba va denunciar el federalisme com una maniobra neocolonialista:
| «                 | Sota el camuflatge de la paraula federalisme, el que estem veient avui és que els que el defensen, en realitat defensen el separatisme. El que passa a Katanga són uns quants colons que diuen: aquest país s'està independitzant i tota la seva riquesa servirà a aquesta gran nació, les nacions negres. No necessitem Katanga com a estat independent perquè demà sigui el gran capitalisme el que domini els africans. | » |
| — Patrice Lumumba | |   |

L'ONU va ordenar a Bèlgica que retirés el seu exèrcit, però després de diverses resolucions contradictòries, va rebutjar l'opció militar i va qualificar la situació de Katanga de «conflicte intern». El 12 d'agost del 1960 Bèlgica va signar un acord amb Tshombe, reconeixent de facto la independència de Katanga. Quan Lumumba va decidir reaccionar enviant tropes per prendre el control de la regió, l'ONU va revertir la seva posició inicial i va imposar militarment un alto el foc, impedint l'entrada de tropes congoleses.
En un telegrama datat el 26 d'agost, el director de la CIA Allen Dulles va dir als seus agents a Leopoldville sobre Lumumba: «Hem decidit que la seva eliminació és el nostre objectiu més important i que, en les circumstàncies actuals, mereix alta prioritat a la nostra acció secreta».
Davant la «traïció» de l'ONU, Lumumba va cridar a la solidaritat africana i va reafirmar la seva intenció de resistir: «tothom ha comprès que si el Congo mor, tot Àfrica cau en la nit de la derrota i la servitud. Un cop més, això és una prova vivent de la unitat africana. Aquesta és la prova concreta que sense aquesta unitat no podríem viure davant dels apetits monstruosos de l'imperialisme. Entre l'esclavatge i la llibertat, no hi ha compromís». El 4 de setembre de 1960, el president Joseph Kasa-Vubu va anunciar per la ràdio la destitució de Lumumba i dels ministres nacionalistes, encara que no tenia cap dret constitucional a fer-ho i, l'endemà al matí, el va reemplaçar per Joseph Iléo. Kasa-Vubu va culpar públicament Lumumba per la massacre de milers de persones a mans de les forces armades durant la invasió de Kasai del Sud a l'agost i de la intervenció soviètica al país. Tot i això, Lumumba va declararar que seguiria en el càrrec. El Consell de Ministres i el Parlament van votar una moció per a mantenir-lo i, al seu torn, Lumumba va destituir el president Kasa-Vubu acusat d'alta traïció.
Després d'un cop d'estat amb el suport del president Kasa-Vubu, el coronel Mobutu Sese Seko va aconseguir el poder. El desembre de 1960 Lumumba es va escapar de la capital per a intentar prendre Stanleyville, una regió on comptava amb nombrosos seguidors. Tot i això, els esbirros de Mobutu li van seguir la pista i l'ONU es va negar a donar-li nova protecció. La CIA va ordenar el seu assassinat a fi d'afavorir els interessos de les multinacionals estatunidenques. Lumumba va ser arrestat mentre travessava el riu Sankuru a Mweka i va ser enviat al campament militar de Thysville.

### Assassinat
El 17 de gener de 1961, Lumumba, Maurice Mpolo i Joseph Okito van ser conduïts amb avió a Elisabethville, Katanga, on van ser executats aquella mateixa tarda en presència de Tshombe, Godefroid Munongo, Évariste Kimba, dirigents de l'Estat de Katanga i agents secrets belgues i estatunidencs. L'endemà es van fer desaparèixer les rels seus cossos. També diversos dels seus seguidors van ser executats en els dies següents, pel que sembla amb la participació de militars i mercenaris belgues.
La desaparició de Lumumba va ser denunciada pel Moviment de Països No.alineats, incloent un dels seus botxins, Mobutu Sese Seko, que el 1966 el va nomenar heroi nacional, i la tornada des d'Egipte de la seva esposa Pauline i dels seus fills va ser considerada com un esdeveniment nacional.
El govern belga va reconèixer el 2002 només «una part» de la seva responsabilitat en els esdeveniments que van conduir a l'assassinat de Lumumba:
| « | A la llum dels criteris aplicats avui, alguns membres del govern de llavors i alguns representants belgues de l'època tenen una part irrefutable de responsabilitat en els esdeveniments que van conduir a la mort de Patrice Lumumba. El govern estima, per tant, que ha de presentar a la família de Lumumba i al poble congolès el seu profund i sincer pesar i les seves excuses pel dolor que els ha estat infligit per aquesta apatia i freda neutralitat. | » |

Per la seva banda, els Estats Units d'Amèrica, a través del seu Departament d'Estat, van reconèixer la seva implicació en l'enderrocament i l'assassinat de Lumumba el gener de 2014 en publicar un nou volum de la història de la seva política exterior, que incloïa nombrosa documentació sobre les seves activitats d'espionatge.
El 22 de juny del 2022 el fiscal belga Frederic Van Leeuw va lliurar als familiars de Lumumba una dent, que va ser tot el que d'ell es va poder recuperar, en una cerimònia retransmesa per la televisió. Va declarar que les accions legals havien permès avançar cap a la justícia i va afegir: «li agraeixo els passos legals que han pres perquè, sense aquests passos no seríem on som avui. Això ha permès que la justícia del nostre país pugui avançar».
La República Democràtica del Congo va anunciar tres dies de dol nacional per l'arribada i enterrament de les restes, del 27 al 30 de juny, coincidint amb el 62è aniversari de la independència.